# Joan Tomàs i Villalbí
Joan Tomàs i Villalbí (Godall, Montsià, 1862 - Barcelona, 11 de desembre de 1942), fou un empresari i polític català.
En la seva vessant empresarial, va destacar sobretot en l'àmbit de l'oli, ja que va ser el cofundador de la marca d'oli El Gurugú, de gran renom a l'època. A més, també va arribar a exportar oli fins i tot a Nova York, aprofitant el ressò internacional que va arribar a tenir la marca d'oli de Tortosa.
Pel que fa a la seva carrera política, se'l considerava un monàrquic liberal. Entre 1915 i 1916 fou elegit alcalde de Godall. A nivell provincial, fou elegit diputat pel districte Tortosa-Roquetes en dues ocasions: a les eleccions de 1919 (amb 6.630 vots), i a les eleccions de 1923 (quan obtingué 6.354 vots). L'agost de 1921 va formar part de l'assemblea de la Mancomunitat de Catalunya. El gener de 1924, amb l'arribada de la dictadura de Miguel Primo de Rivera, fou cessat dels seus càrrecs provincials.
Finalment, va morir al desembre de 1942 a Barcelona a l’edat de vuitanta anys.